# Hour of the Wolf
Hour of the Wolf – singiel azerskiego piosenkarza Elnura Hüseynova napisany przez Sandrę Bjurman, Nicolasa Rebschera, Nicklasa Lifa i Linę Hansson, wydany w 2015 roku.
W marcu utwór został wybrany wewnętrznie przez lokalnego nadawcę publicznego İctimai TV na propozycję reprezentującą Azerbejdżan podczas 60. Konkursu Piosenki Eurowizji w 2015 roku. 21 maja numer został zaprezentowany w drugim półfinale Konkursu Piosenki Eurowizji i awansował do finału, w którym zajął ostatecznie 12. miejsce z 49 punktami na koncie, w tym z maksymalną notą 12 punktów od Czech.

## Lista utworów
CD single
1. „Hour of the Wolf” (Esostone Official Remix)
2. „Karanlıklara teslim olmam” (Turkish Version)
3. „Hour of the Wolf” (Karaoke Version)
4. „Hour of the Wolf” (ESC Version)